# ستيف بروس
ستيفن روجر «ستيف» بروس (بالإنجليزية: Stephen Roger "Steve" Bruce)، من مواليد 31 ديسمبر 1960، مدرب كرة قدم إنجليزي حالي ولاعب كرة قدم إنجليزي سابق، ولد في كوربريدج في نورثمبرلاند، عندما كان في المدرسة كان لاعب كرة قدم واعد، ولكنه رُفض من قبل عدد من الأندية المحترفة، وقد كان على وشك ترك اللعبة عندما عرض عليه اللعب مع نادي غيلينغهام، حيث لعب معهم أكثر من 200 مباراة قبل أن ينتقل إلى نادي نوريتش سيتي في عام 1984.
في عام 1987 انتقل إلى نادي مانشستر يونايتد حيث حقق معهم نجاحاً كبيراً، ففاز في لقب الدوري الإنجليزي الممتاز وكأس إنجلترا وكأس رابطة الأندية الإنجليزية المحترفة، وأصبح أول لاعب إنجليزي في القرن العشرين الذي يكون قائد لفريق حقق الثنائية، وبالرغم من نجاحه في الملاعب، إلا أنه لم يستدع إلى منتخب إنجلترا لكرة القدم، وقد وصفه المعلقون والمعاصرون بأفضل لاعب إنجليزي لم يلعب مع المنتخب في الثمانينات والتسعينات من القرن العشرين.
بدأ بروس مسيرته التدريبية مع نادي شيفيلد يونايتد، وأمضى فترات قصيرة في تدريب هدرسفيلد تاون وويغان أثلتك وكريستال بالاس قبل أن يدرب نادي برمنغهام سيتي في عام 2001 حيث قادهم إلى الصعود إلى الدوري الإنجليزي الممتاز مرتين في الست سنوات التي قضاها معهم، قبل أن يستقيل في عام 2007 ليدرب نادي ويغان أثلتك مرة أخرى.
بدأ بتدريب نادي سندرلاند عام 2009، حيث دُفع له مبلغا كبيرا من قبل مالك النادي مقابل انتقاله إليهم وغض النظر عن عرض نيوكاسل يونايتد، الذين كانوا قد عرضوا عليه مبلغا كبيرا أيضا كي ينتقل إلى ملعبهم، ولكنه تريّث في قبول العرض، وقد تعرّض للانتقاد من قبل بعض الصحافيين بسبب هذا القرار. استمر بروس مدربا لهذا الفريق إلى أن عُزل من منصبه في شهر نوفمبر من عام 2011.
لعب بروس مع خمسة فرق إنجليزية وشارك في 926 مباراة خلال حياته، وسجّل 113 هدفا للفرق التي لعب معها. كما قام بتدريب سبعة فرق حتى اليوم. وفي السنوات الأخيرة كان يقوم، بالإضافة إلى تدريب الفرق، بكتابة عدد من الروايات إلى جانب سيرته الذاتية، وقد أحدثت إحدى هذه الروايات الخيالية، المسماة «اللاعب الأخير» قليلا من الضجة، إذ أن حبكتها كانت بنظر الكاتب مضحكة، بينما أفاد عدد من القرّاء أنها مثيرة وعلى درجة من الكفاءة.

## بداية حياته
ولد بروس في كوربريدج في نورثمبرلاند، وهو الأخ الأكبر لأخوين هما جو وشيناغ بروس ، وقد ولد والده في نفس المدينة ولكن أمه ولدت في بانغور في إيرلندا الشمالية، عاشت العائلة في دايسي هيل في والسيند، وقد دخل ستيف إلى مدرسة بينفيلد.
كان ستيف يشجع نادي نيوكاسل يونايتد في صغره، ويقول بأنه دخل إلى ملعب سانت جيمس بارك بدون أن يدفع لكي يرى الفريق حيث أفاد: «لقد كنت دائمًا مشجعا لنيوكاسل يونايتد وعندما كنت صغيرًا زحفت تحت البوابات للدخول للمحافظة على المال الذي كان لدي، لقد كانوا فريقي المفضل لقد ذهبت إلى هناك لتشجعيهم كغوردي إنه شيء في داخلك، إن تتبع الفريق بنفس الشعور اليوم». وكما فعل عدد من النجوم المستقبليين في نفس المنطقة، لعب بروس كرة القدم مع نادي والسيند بويز، وقد تم اختياره لفريق مدارس نيوكاسل، وفي عمر الثلاثة عشر سنة كان ضمن مجموعة من الأطفال الذين تم اختيارهم لالتقاط الكرات في نهائي كأس رابطة الأندية الإنجليزية المحترفة في عام 1974 بملعب ويمبلي.
وعندما رُفض من قبل عدد من الأندية المحترفة مثل نيوكاسل يونايتد ونادي سندرلاند وديربي كاونتي ونادي ساوثبورت كان على وشك ترك لعبة كرة القدم ليكون سباك متدرب في سوان هنتر، حتى أتاه عرض من نادي غيلينغهام الذين كان يدربهم جيري سومرز الذي رآه عندما كان يلعب مع والسيند في بطولة دولية للناشئين، فانتقل بعدها إلى كينت مع لاعب آخر من والسيند وهو بيتر بيردسلي الذي تم استبعاده فيما بعد وتم التوقيع مع بروس، وفي ذلك الوقت كان الأخير يلعب كلاعب وسط ولكن تم إرجاعه كقلب دفاع مع رئيس قطاع الناشئين في النادي بيل كولنز، الذي يعتبر بروس صاحب أكبر تأثير عليه في مسيرته الكروية.

## مسيرته الكروية

### غيلينغهام

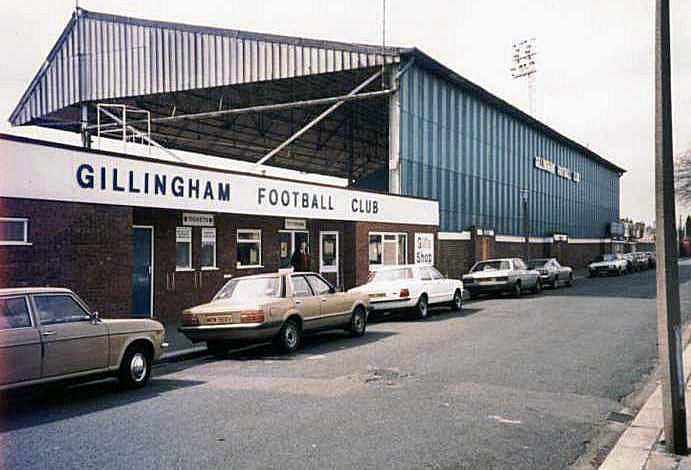
ملعب بريستفيلد، على أرض نادي غيلينغهام حيث بدأ بروس مسيرته الكروية.

أمضى بروس موسم 1977/1978 في صفوف الفريق الرديف النادي، وبالرغم من أنه كان يلعب كمدافع إلا أنه استطاع أن يسجل 18 هدف لينهي الموسم كهداف، وفي يناير 1979 تم اختياره لتمثيل من شباب إنجلترا، ولعب معهم ثمانية مباريات وشارك في كأس الأمم الأوروبية لكرة القدم تحت 18 سنة، وفي مايو 1979 كان قد أصبح قريبا من لعب مباراته الأولى مع الفريق الأول في النادي ولكن سومرز قرر في اللحظات الأخيرة عدم إشراكه حيث كان النادي يريد التأهل من دوري الدرجة الثالثة وكان بروس غير قادر على تحمل الضغط الكبير الناتج عن ذلك، وفي 11 أغسطس 1979 لعب مباراته الأولى مع النادي في كأس رابطة الأندية الإنجليزية المحترفة بمباراة ضد نادي لوتون تاون، وقد كان له تأثير كبير حيث فاز بجائزة أفضل لاعب في النادي في موسم 1980/1979، وقد لعب مع النادي أكثر من 200 مباراة  وقد تم اختياره في الفريق المثالي من رابطة اللاعب المحترفين للدرجة الثالثة مرتين.
وكان بروس على ثقة بأن أنظار الأندية الكبيرة تلاحقه فلم يجدد عقده مع نادي غيلينغهام حيث كان العقد يسري حتى نهاية موسم 1984/1983، وفي أبريل 1983 في مباراة ضد نادي نيوبورت كونتي أراد أن يصيب اللاعب المنافس تومي تينان عمدا، ولكنه أصاب نفسه بكسر في رجله أبعده عن الملاعب لمدة ستة أشهر، وعاد إلى ناديه الذي حقق تعادلين مهمين مع نادي إيفرتون في كأس إنجلترا عام 1984 ليجذب أنظار الكشافون في أندية الدرجة الأولى، وكان آرثر كوكس مدرب نادي نيوكاسل يونايتد يرغب بالتعاقد معه ولكنه استقال قبل أن يقوم بأي خطوة نحو ذلك. انتقل بروس بعد ذلك إلى نادي نوريتش سيتي في أغسطس 1984 بعقد قيمته 125,000  أو 135,000 جنيه إسترليني.

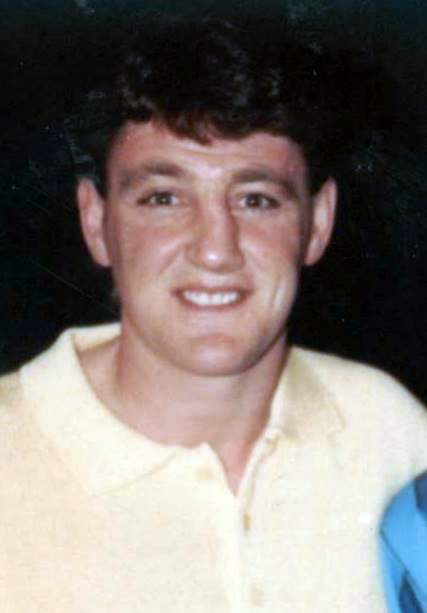
ستيف بروس في عام 1986.

### نوريتش سيتي
بدأ بروس موسم 1985/1984 بتسجيله هدف في مرمى فريقه في الدقيقة الأولى في مباراته الأولى أمام نادي ليفربول، ولكنه سجل هدف الفوز لفريقه في الدور النصف نهائي في كأس رابطة الأندية الإنجليزية المحترفة أمام خصمهم نادي إيبسويتش تاون، وقد سُمي بلاعب المباراة في النهائي، وتم التصويت له واختياره كلاعب السنة في نادي نوريتش سيتي ولكن الفريق هبط إلى دوري الدرجة الثانية. لعب بروس جميع المباريات عندما استطاع نادي نوريتش سيتي الصعود مرة أخرى إلى دوري الدرجة الممتازة في موسم 1986/1985، وبعدها تم اختياره كقائد للفريق بعد رحيل دايف واتسون، وفي الموسم الذي تلاه، قاد الفريق إلى الوصول إلى أعلى ترتيب له في تاريخ في الدوري بحصوله على المركز الخامس.
في عام 1987 تم اختياره كقائد لمنتخب إنجلترا الرديف للعب أمام منتخب مالطا لكرة القدم، وكانت تلك المباراة الوحيدة له بقميص منتخب إنجلترا وكان يوصف بأنه أفضل مدافع لم يتم اختياره لتمثيل منتخب إنجلترا لكرة القدم في تلك الفترة، وقال بروس بعد ذلك: «لقد صدمت من مدرب المنتخب بوبي روبسون في بنفيكا، لقد أتى إلي وقال"كان يجب أن أخذك للمنتخب"، كان أمرا جيدا بأن أسمع مثل هذا الكلام، ولكنه لم يشجعن بتاتا، وسأظل دائمًا خائب الأمل لأنني لم ألعب ولو لمرة واحدة».
بدأ بروس، في نهاية عام 1987، بجذب أنظار الأندية الكبيرة مثل مانشستر يونايتد وتوتنهام هوتسبير ونادي تشيلسي ونادي رينجرز الذي كانوا مهتمين بالتوقيع معه، وقد استطاع مانشستر يونايتد التصرف بسرعة وإبرام عقد معه، وكان بروس قد قال قبل ذلك بأنه يريد اللعب مع النادي،  وقد كان الاتفاق قريب من الانهيار عندما طلب نوريتش 900,000 جنيه إسترليني للتخلي عنه ولكنهم قبلوا بعدها بـ 800,000 جنيه إسترليني، بسبب رفض بروس اللعب في أي مباراة أخرى للنادي لأنه كان يعتقد بأنها ستهدد حلمه بالانتقال، وفي 17 ديسمبر 1987، أي قبل إكماله عامه السابع والعشرين بقليل، تم إعلان إنهاء علاقة بروس مع ملعب كارود رود وانتقاله إلى مانشستر يونايتد  بمبلغ 800,000 أو 825,000 جنيه إسترليني، وتتذكر جماهير نادي نوريتش سيتي مساهماته مع الفريق وفي عام 2002 تم اختياره في قاعة مشاهير النادي.

### مانشستر يونايتد
لعب بروس مباراته الأولى مع نادي مانشستر يونايتد بتاريخ 19 ديسمبر 1987، عندما فازوا على نادي بورتسموث 1-2، ولعب في 21 مباراة من الـ 22 مباراة المتبقية للفريق الدوري، ليساعد الفريق على الحصول على المركز الثاني في الدوري للمرة الأولى منذ عام 1980، وفي الموسم الذي تلاه حصل الفريق على مركز في منتصف الدوري، مما دفع المدرب أليكس فيرغسون إلى الاستعانة بعدد من اللاعبين الجدد مثل غاري باليستر الذي انضم إلى النادي في أغسطس 1989 قادما من نادي ميدلزبرة، وكانت مشاركته له في قلب الدفاع كما وصفها قائد مانشستر يونايتد في عام 2006 غاري نيفيل على أنها الأفضل في تاريخ النادي، وقد كانوا ضمن الفريق الذي فاز بلقب كأس إنجلترا في عام 1990.
وبعد أن تم رفع إيقاف الأندية الإنجليزية بعد كارثة ملعب هيسل، أصبح نادي مانشستر يونايتد أول نادي إنجليزي يفوز بلقب أوروبي بعد فوزهم في كأس الكؤوس الأوروبية في موسم 1991/1990، ولعب بروس بشكل منتظم وسجل ثلاثة أهداف في مشوار الفريق إلى النهائي لمقابلة نادي برشلونة، وقد كان قريب جدا من تسجيل الهدف الأول إلا أن الكرة اصدمت بمارك هيوز ليسجل الهدف باسمه، وفاز مانشستر يونايتد بهدفين مقابل هدف، وفي هذا الموسم استطاع بروس بأن يسجل 13 هدف في الدوري و19 هدف في مجموع مشاركاته، وعاد ليلعب مرة أخرى في ملعب ويمبلي في نهائي كأس رابطة الأندية الإنجليزية المحترفة حيث خسر نادي مانشستر يونايتد أمام نادي شيفيلد وينزداي.
لم يشارك بروس لعدة أسابيع في موسم 1992/1991 عندما أجرى عملية جراحية، إذ أنه كان يعاني من مشكلة فتق منذ مدة طويلة، وقد فاز نادي ليدز يونايتد بلقب الدوري بفارق أربعة نقاط بعد صراع طويل مع مانشستر يونايتد، وفي أبريل 1992 قاد الفريق إلى الفوز الأول لهم في تاريخهم في كأس رابطة الأندية الإنجليزية المحترفة، حيث أصبح قائد للفريق بعد إصابة براين روبسون قائد الفريق السابق، واستمرت الإصابات تلاحق روبسون في موسم 1993/1992 مما أدى إلى تولي بروس قيادة الفريق في أول موسم للدوري الإنجليزي الممتاز، وسجل بروس هدفين متأخرى ن ليقود الفريق للفوز على شيفيلد وينزداي ليقود الفريق للفوز بالدوري، وهي المرة الأولى التي يفوز فيها النادي بلقب الدوري منذ 1967 وقام هو وروبسون بتسلم الكأس مع بعض بعد فوزهم على نادي بلاكبيرن روفرز في 3 مايو 1993 في ملعب أولدترافورد.

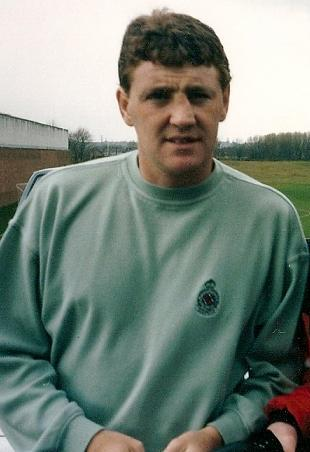
بروس عندما كان يلعب مع مانشستر يونايتد.

وخلال نجاحاته مع مانشستر يونايتد قال له جاك تشارلتون - مدرب منتخب إيرلندا لكرة القدم - الذي اكتشف مكان ولادة والدته بأنه يستطيع بأن يلعب مع منتخب إيرلندا، وقال بروس في سيرته الذاتية بأنه بسبب مشاركته مع منتخب شباب إنجلترا في البطولة الأوروبية فإنه لا يستطيع اللعب مع منتخب آخر، وادعى لاحقا بأنه رفض اللعب مع منتخب إيرلندا لأنه سيسبب مشاكل لناديه بسبب قوانين الدوري الإنجليزي حول عدد اللاعبين الأجانب، حيث يتم اعتبار الإيرلنديين أجانب.
وفي موسم 1994/1993 سيطر نادي مانشستر يونايتد على الكرة الإنجليزية، حيث فازوا بلقب الدوري الإنجليزي للمرة الثانية على التوالي، وبعدها فازوا بلقب كأس إنجلترا بعد تغلبهم على نادي تشيلسي ليكونوا رابع فريق وليكون بروس أول كابتن إنجليزي يقود فريقه لإحراز الثنائية في القرن العشرين، وفي موسم 1995/1994 كان الوضع مخيبا لبروس حيث فشل النادي في الحصول على لقب الدوري للمرة الثالثة على التوالي وخسروا نهائي كأس إنجلترا أمام نادي إيفرتون.
وفي الموسم الذي تلاه، تم العرض على بروس مهمة تدريب ثلاثة فرق، ولكن فيرغسون رفض السماح له بمتابعة الفرص حيث كان يعتقد بأنه ما زال لديه دور مع الفريق، وقام بروس باللعب في ذلك الموسم في 30 مباراة الدوري، حيث استطاع مانشستر يونايتد الحصول على لقب الدوري بفارق 12 نقطة عن نيوكاسل يونايتد، وبعدها بإسبوع لم يكن مع تشكيلة مانشستر يونايتد التي كانت ستشارك في نهائي كأس إنجلترا بسبب إصابة بسيطة، وفي نهاية المباراة قام قائد الفريق إريك كانتونا بتسجيل هدف في مرمى نادي ليفربول، وقام كانتونا بالطلب من بروس تسلم الكأس ولكنه رفض،، وقال فيرغسون بأن رفض بروس تسلم الكأس كان علامة على قرب تركه للنادي  ولكن بروس البالغ من العمر 35 سنة كان يشك في لعبه في الموسم القادم الذي يتبقى من عقده، ولذلك طلب الانتقال إلى نادي برمنغهام سيتي في دوري الدرجة الأولى بانتقال حر، وقد وقع عقدا بلغت قيمته مليونَي جنيه إسترليني لسنتين ليجعله أحد أكثر اللاعبين الذي متقاضين الأموال في إنجلترا.

### مسيرته الكروية اللاحقة
كان بروس من ضمن خمسة لاعبين من الدوري الإنجليزي الممتاز الذين أبرموا عقودا مع نادي برمنغهام سيتي تحت قيادة المدرب تريفور فرانسيس لإضافة الخبرة إلى فريق يتوقع منه المنافسة على التأهل إلى الدوري الممتاز،، وقد تم جعله قائدا للفريق  ولكن مسيرة برمنغهام لاحقها عدد من الاختلافات مع فرانسيس، وقد اضطر مدير الفريق ديفيد سوليفان إلى نفي الإشاعات التي كانت تقول بأن بروس سيحل محل الأخير في قيادة الفريق، وفي موسم 1998/1997 تم تركه في مباراتهم أمام فريقه السابق، نادي غيلينغهام، ووصف نفسه بأنه غير سعيد بسبب هذا القرار، وفي نوفمبر 1997 تم تركه عدد من المرات، وفي مباراتهم أمام نوتنغهام فورست بدأت حربا كلامية مع المدرب مما أدى إلى حدوث إشاعات حول إقالة فرانسيس وحلول بروس محله كمدرب مؤقت حتى نهاية الموسم.
وفي نهاية الموسم قبل بروس بتمديد عقده لمدة موسم واحد والتقليل من راتبه ووجود بند يخوله الرحيل إذا أتاه عرض تدريبي، وقد ارتبط اسمه بعدد من العروض منها ويغان أثلتك وناديه السابق نوريتش سيتي الذي قابله مرتين، ولكنه قبل بأن يكون لاعبا ومدربا لنادي شيفيلد يونايتد، وقد تأخر التوقيع على العقد بسبب مناقشة برمنغهام للحصول على تعويض لعقده كلاعب معهم، وفي 1 يوليو 1998 استلم بروس منصبه في النادي،، ولعب 11 مباراة قبل أن يعتزل اللعب أخيرا، وقد كانت مباراته الأخيرة في ملعبهم أمام نادي سندرلاند في 28 نوفمبر 1998.

## طريقة لعبه

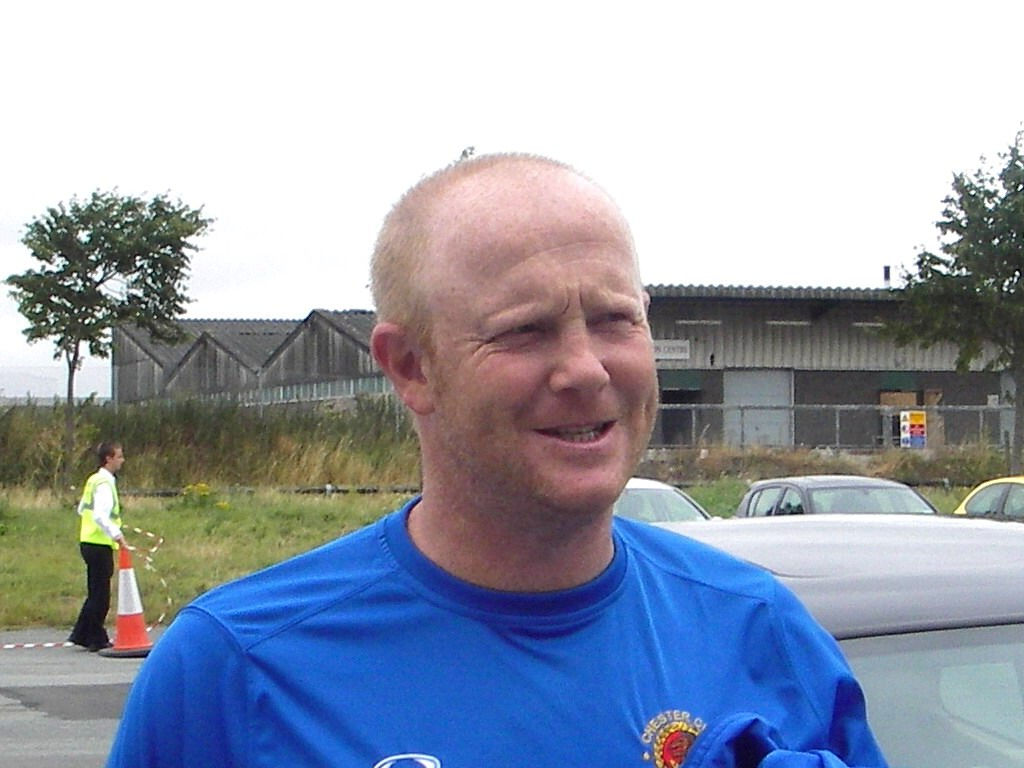
مارك رايت: المدافع الإنجليزي الذي جارى ستيف بروس في مهارات الدفاع والسيطرة تحت الضغط.

كان بروس يلعب في بدايات حياته بطريقة مفرطة من الحماس وقد وصفت فيما بعد بالطريقة المتهورة، التي أدت إلى مشاكل له مع الانضباط، وبعدها تحول إلى لاعب يُعتمد عليه ووُصف بأنه نزيه يستخدم ما لديه من قوة طبيعية، وفي فترة تألقه كان يعرف لعبه الهادئ وتمريره الكرات وقدرته على السيطرة على الكرة تحت الضغط وغالبا ما تكون على صدره، وفي ذلك الوقت كان يقال بأن مارك رايت لاعب نادي ليفربول هو الوحيد الذي يستطيع مجارات بروس في هذه المهارة.
ويُعرف بروس أيضا بقدرته الكبيرة على تسجيل الأهداف كقلب دفاع بسبب قدرته العالية على الضربات الرأسية وتسجيله لضربات الجزاء  بالرغم من افتقاده للإتزان  وكان ينتقد بسبب عدم وجود مهارات كبيرة لديه  ولكن شجاعته وإرادته جعلت منه قلب دفاع مانشستر يونايتد، وكان يُعرف بقدرته على اللعب حتى عند تعرضه لإصابة ما  كما حدث عند رجوعه إلى مانشستر يونايتد في عام 1992 بعد فترة قصيرة من تشخيص إصابته وقرب موعد عمليته بالفتق،، وكانت روحه التي لا تقهر وقدرته على التكيف أمور مهمة لمانشستر يونايتد، وقد علق فيرغسون على إرادته.

## إحصائياته كلاعب
| النادي               | الموسم               | الدوري    | الدوري  | كأس إنجلترا | كأس إنجلترا | كأس الدوري | كأس الدوري | بطولات أوروبية | بطولات أوروبية | مباريات أخرى | مباريات أخرى | المجموع   | المجموع |
| النادي               | الموسم               | المشاركات | الأهداف | المشاركات   | الأهداف     | المشاركات  | الأهداف    | المشاركات      | الأهداف        | المشاركات    | الأهداف      | المشاركات | الأهداف |
| -------------------- | -------------------- | --------- | ------- | ----------- | ----------- | ---------- | ---------- | -------------- | -------------- | ------------ | ------------ | --------- | ------- |
| نادي غيلينغهام       | 1979-80              | 40        | 6       | 0           | 0           | 4          | 2          | 0              | 0              | 0            | 0            | 44        | 8       |
| نادي غيلينغهام       | 1980-81              | 41        | 4       | 1           | 0           | 4          | 3          | 0              | 0              | 0            | 0            | 46        | 7       |
| نادي غيلينغهام       | 1981-82              | 45        | 6       | 5           | 1           | 2          | 0          | 0              | 0              | 3            | 1            | 55        | 8       |
| نادي غيلينغهام       | 1982-83              | 39        | 7       | 2           | 0           | 5          | 1          | 0              | 0              | 0            | 0            | 46        | 8       |
| نادي غيلينغهام       | 1983-84              | 40        | 6       | 6           | 1           | 0          | 0          | 0              | 0              | 0            | 0            | 46        | 7       |
| نوريتش سيتي          | 1984-85              | 39        | 1       | 5           | 1           | 9          | 3          | 0              | 0              | 0            | 0            | 53        | 5       |
| نوريتش سيتي          | 1985-86              | 42        | 8       | 1           | 0           | 4          | 2          | 0              | 0              | 6            | 0            | 53        | 10      |
| نوريتش سيتي          | 1986-87              | 41        | 3       | 3           | 0           | 4          | 0          | 0              | 0              | 4            | 0            | 52        | 3       |
| نوريتش سيتي          | 1987-88              | 19        | 2       | 0           | 0           | 3          | 1          | 0              | 0              | 0            | 0            | 22        | 3       |
| مانشستر يونايتد      | 1987-88              | 21        | 2       | 3           | 0           | 0          | 0          | 0              | 0              | 0            | 0            | 24        | 2       |
| مانشستر يونايتد      | 1988-89              | 38        | 2       | 7           | 1           | 3          | 1          | 0              | 0              | 0            | 0            | 48        | 4       |
| مانشستر يونايتد      | 1989-90              | 34        | 3       | 7           | 0           | 2          | 0          | 0              | 0              | 0            | 0            | 43        | 3       |
| مانشستر يونايتد      | 1990-91              | 31        | 13      | 3           | 0           | 7          | 2          | 8              | 4              | 1            | 0            | 50        | 19      |
| مانشستر يونايتد      | 1991-92              | 37        | 5       | 1           | 0           | 7          | 1          | 4              | 0              | 1            | 0            | 50        | 6       |
| مانشستر يونايتد      | 1992-93              | 42        | 5       | 3           | 0           | 3          | 0          | 2              | 0              | 0            | 0            | 50        | 5       |
| مانشستر يونايتد      | 1993-94              | 41        | 3       | 7           | 0           | 9          | 2          | 4              | 2              | 1            | 0            | 62        | 7       |
| مانشستر يونايتد      | 1994-95              | 35        | 2       | 5           | 2           | 1          | 0          | 6              | 0              | 1            | 0            | 48        | 4       |
| مانشستر يونايتد      | 1995-96              | 30        | 1       | 5           | 0           | 2          | 0          | 2              | 0              | 0            | 0            | 39        | 1       |
| برمنغهام سيتي        | 1996-97              | 32        | 0       | 3           | 1           | 4          | 0          | 0              | 0              | 0            | 0            | 39        | 1       |
| برمنغهام سيتي        | 1997-98              | 40        | 2       | 3           | 0           | 2          | 0          | 0              | 0              | 0            | 0            | 45        | 2       |
| شيفيلد يونايتد       | 1998-99              | 10        | 0       | 0           | 0           | 1          | 0          | 0              | 0              | 0            | 0            | 11        | 0       |
| مجموع مسيرته الكروية | مجموع مسيرته الكروية | 737       | 81      | 70          | 7           | 76         | 18         | 26             | 6              | 17           | 1            | 926       | 113     |

## مسيرته التدريبية

### بدايات مسيرته التدريبية
قاد بروس نادي شيفيلد يونايتد، في أول موسم له كمدرب، للحصول على المركز الثامن في دوري الدرجة الأولى بفارق 9 نقاط عن المركز المؤهل إلى الإقصائيات، وقد تسبب في خلاف عندما أراد أن يسحب فريقه من الملعب في مباراة فريقه أمام نادي آرسنال في كأس إنجلترا حيث اعتقد بروس بأن النادي الأخير لم يطبق القاعدة غير المكتوبة عن ضرورة إرجاع الكرة إلى ناديه بعد إخراجهم لها بسبب إصابة أحد اللاعبين. وبالرغم من أن المباراة أستؤنفت إلا أنها أعيدت مرة أخرى. في مايو 1999 استقال بروس من منصبه بعد موسم واحد من توليه مهمة الفريق بسبب اضطراب في إدارته وقلة في الموارد المالية للانتقالات، وكان سيترك الكرة إلى وظيفة في التلفزيون ولكن نادي هدرسفيلد تاون أقنعه بالتعاقد معه.
كان هدرسفيلد من المنافسين على التأهل في بداية موسم 2000/1999 بعد فوزهم بستة مباريات متتالية ليكونوا في المركز الثالث في دوري الدرجة الأولى في نهاية نوفمبر، ولكنهم فقدوا تركيزهم ولم يستطيعوا التأهل إلى الإقصائيات،  وقد عانى الفريق في بداية موسم 2001/2000 بعد حصولهم على ستة نقاط من إحدى عشر مباراة، وأقيل بروس في أكتوبر 2000، وقد ارتبط بمشاكل بعدها مع رئيس نادي هدرسفيلد تاون لأن الرئيس اتهمه بتضييع 3 ملايين جنيه إسترليني على لاعبين وعلى شراهته بالأكل. وبالرغم من أن اسمه ارتبط بتدريب نادي كوينز بارك رينجرز،  إلا أن بروس ظل بعيدا عن كرة القدم حتى عيّن مدربا لنادي ويغان أثلتك في أبريل 2001، الذي وصل إلى إقصائيات دوري الدرجة الثانية، ولكنه خسر في الدور النصف نهائي. بعد ذلك ترك بروس النادي، الذي ظل مدربا له لمدة شهرين فقط، ليكون مدربا لنادي كريستال بالاس، وبالرغم من أن ناديه الجديد بدأ موسم 2002/2001 بقوة بحصوله على صدارة دوري الدرجة الأولى وكانوا الأوفر حظا للتأهل إلى الدوري الممتاز للمرة الأولى منذ موسم 1998/1997،  إلا أن بروس قرر تقديم استقالته بعد ثلاثة أشهر من بداية الموسم ليعود إلى نادي برمنغهام سيتي لتدريبه، وبالرغم من رفض النادي استقالته إلا أنهم وافقوا فيما بعد عليها، وخلال هذا الوقت عُرف بأنه مدرب لا يمكث لمدة طويلة في الأندية.

### برمينغهام سيتي
عندما حضر بروس إلى نادي برمنغهام سيتي كان الفريق في منتصف ترتيب دوري الدرجة الأولى، ولكنه استطاع أن يتجنب بعض الهزائم ليتأهل إلى الإقصائيات،  وقد استطاع الفريق التغلب على فريق بروس السابق نوريتش سيتي بركلات الجزاء الترجيحية ليتأهلوا إلى الدوري الإنجليزي الممتاز بعد غياب دام 16 سنة، وقد عانى الفريق في بداية موسم 2003/2002 وظل في قاع الترتيب، ولكن بروس وقع مع كريستوف دوغاري ليحي الفريق الذي أنهى الموسم بالمركز الثالث عشر فوق خصمهم اللدود نادي أستون فيلا للمرة الأولى منذ السبعينات من القرن العشرين.
بدأ الموسم التالي بشكل جيد للنادي الذي استطاع الوصول إلى المركز الرابع، ولكن في نهاية الموسم حصل الفريق على المركز العاشر في الدوري، وبالرغم من خيبة الأمل إلا أن بروس مدد عقده مع النادي في يونيو 2004 ليبقى في النادي لمدة خمسة سنوات أخرى، ولكن بعد شهرين فقط وضعه فريدي شيبارد مدير نادي نيوكاسل يونايتد الهدف الأول للتعاقد معه كبديل للمدرب بوبي روبسون، وكان النادي مستعد لدفع 3 ملايين جنيه إسترليني لنادي برمنغهام، وقيل بأن بروس كان يرغب في الانتقال، ولكنه بقى في النادي قائلا: «لدي عمل أقوم به هنا وأنا مصمم على الحصول على ما أريد»، وقيل بأن نادي نيوكاسل كان سيتعرض لغرامة كبيرة أو المواجهة القانونية لو تعاقدوا معه، وبعد ثلاثة سنوات قال مدير نادي برمنغهام ديفيد سوليفان بأن النادي تمسك ببروس لكي لا يذهب إلى نيوكاسل وقدم له تعويض كان سيبلغ سبعة ملايين جنيه إسترليني. كانت التطلعات لموسم 2005/2004 كبيرة، ولكن النادي حصل مرة أخرى على مركز في وسط الترتيب بعد إنهائهم الموسم بالمركز الثاني عشر.
وبعد إقالة سونيس من نادي نيوكاسل يونايتد في فبراير 2006، ارتبط اسم بروس مرة أخرى مع النادي، ولكن غلين رويدر تولى مهمة التدريب. وخلال هذه المرحلة من موسم 2006/2005 كان النادي يعاني في الدوري، وفي 21 مارس 2006 تعرضوا لهزيمة كبيرة بسبعة أهداف مقابل لا شيء من نادي ليفربول في الدوري الربع نهائي في كأس إنجلترا، وقد نادى بعض المشجعين باستقالة بروس ولكن الأخير أصر على أنه سيقاتل لبقائة كمدرب للفريق. استطاع الفريق ترك منطقة الهبوط للمرة الأولى منذ ستة أشهر بعد أن فازوا على بولتون واندررز في بداية أبريل 2006، ولكنهم لم يستطيعوا أن يتأهلوا بعد فوز نادي بورتسموث على نادي ويغان أثلتك في 29 أبريل مما أدى إلى هبوطهم إلى الدرجة الأولى.

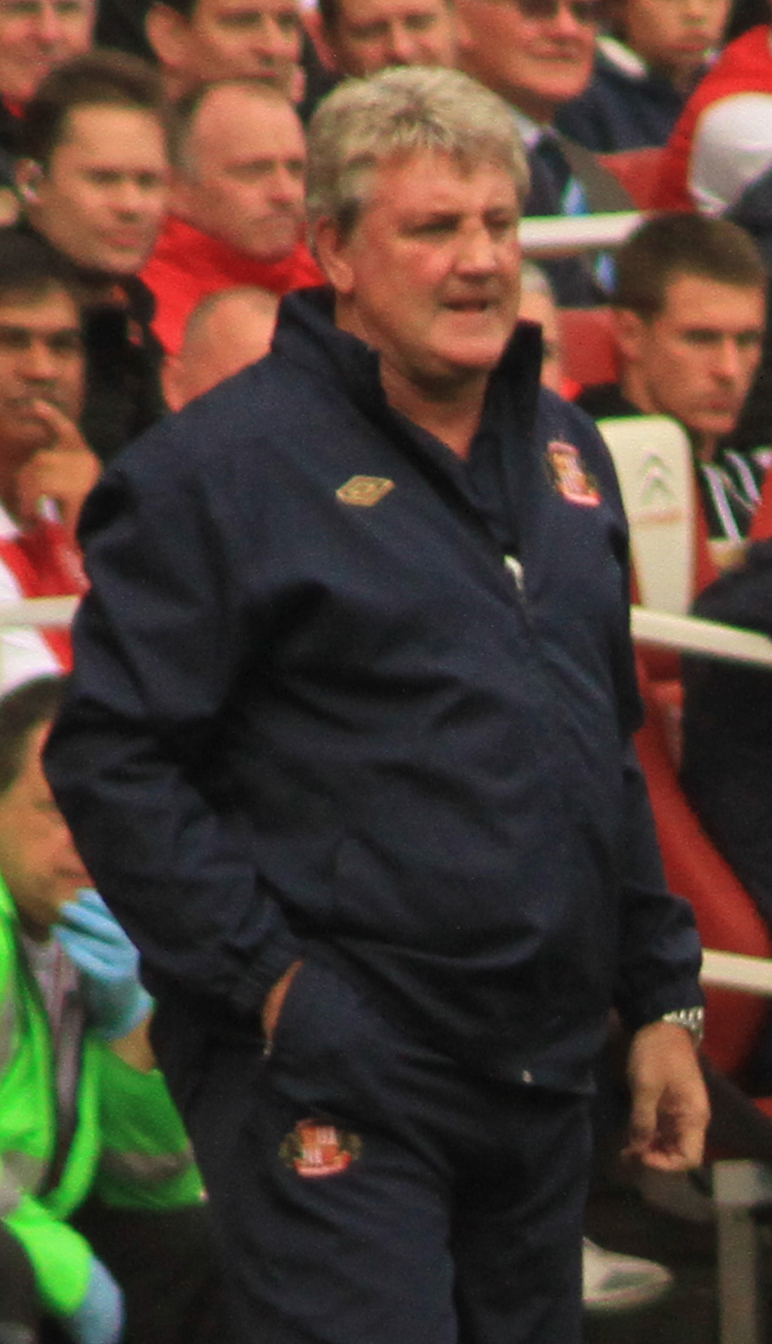
ستيف بروس أثناء مباراة بين سندرلاند وآرسنال، بتاريخ 17 أكتوبر 2011.

وبالرغم من أن ميزانية التعاقدات لدى بروس كانت الأكبر في دوري الدرجة الأولى إلا أن بداية الفريق في الدوري كانت بطيئة بعد أن خسروا من نادي نوريتش سيتي على أرضهم بهدف مقابل لا شيء لتكون تلك المباراة الخامسة على التوالي من دون أي فوز، لتعلوا المطالبات بإقالته من درّب الفريق، وقد اعترف بروس بأنه سبب مشاكل الفريق وبأنه يخشى بأن يُقال من تدريبه، واستطاع الفريق بعد ذلك أن يحقق فوز على نادي ديربي كاونتي بهدف مقابل لا شيء، وبعدها استطاعوا تحقيق خمسة انتصارات متتالية ليتصدر الفريق الدوري بالمشاركة في نهاية نوفمبر. وفي 29 أبريل 2007 استطاع الفريق التأهل إلى الدوري الإنجليزي الممتاز مع تبقي مباراة واحدة، وقال مدير الفريق ديفيد غولد للصحافة: «لقد كانت هناك أيام سوداء ولكن ستيف كان خارق وكان مصمم على العودة من جديد لقد أعاد بناء الفريق من جديد والآن نحن عدنا إلى المكان الذي نريد أن نكون فيه».

### ويغان أثلتك
في مايو 2007 اتفقت إدارة نادي برمنغهام سيتي على تجديد عقد بروس، ولكن عدم رغبة المشتري المحتمل للنادي كارسون يونغ للتصديق على العقد أدى إلى عدم ضمان مستقبله، وفي أكتوبر 2007 رفض نادي بولتون واندررز التحدث معه بشأن منصب المدير الفني لديهم، وفي وقت آخر في ذلك الشهر عقد بروس ويونغ اجتماعا أدى إلى حدوث بعض الاتفاق فيما بينهم، ولكن عندما طلب نادي ويغان أثلتك التحدث معه بشأن التعاقد وإياه لشغل مركز المدير الفني لديهم وافق على ذلك، وقد وافق نادي ويغان على دفع 3 ملايين جنيه إسترليني كتعويض لنادي برمنغهام كما هو منصوص بالعقد الموقع من قبل بروس والنادي. وفي 19 نوفمبر 2007 أعلن نادي ويغان أثلتك عن التعاقد معه للمرة الثانية.
في 21 نوفمبر وخلال المؤتمر الصحفي الذي أقيم لتقديم بروس كمدرب جديد للنادي قال المدير التنفيذي في النادي بريندا سبينسر بأن التوقيع تم تعليقه بسبب قضايا غير معروفة بين بروس وبرمنغهام، وفي 23 نوفمبر أعلن نادي ويغان عن إبرامه عقدا مع بروس، وكانت مباراته الأولى مع الفريق في 1 ديسمبر 2007 عندما تعادل مع مانشستر سيتي 1-1. أمضى نادي ويغان بقية الموسم يصارع على تفادي الهبوط، وفي المباراة قبل الأخيرة في الموسم استطاعوا الفوز على أستون فيلا ليضمنوا البقاء في الدوري، وفي سبتمبر 2008 ارتبط اسم بروس مرة أخرى بنادي نيوكاسل يونايتد، بعد إقالة كيفن كيغان من تدريب الفريق.
قاد بروس نادي ويغان إلى المركز الحادي عشر في موسم 2009/2008 بالرغم من خسارته للاعب الوسط ويلسون بالاسيوس لمصلحة نادي توتنهام هوتسبير في فترة الانتقالات في شهر يناير.

### سندرلاند
في 27 مايو 2009 تم إعطاء بروس الأذن بالتحدث مع نادي سندرلاند لخلافة المدرب السابق ريكي سبراغيا الذي استقال بعد آخر مباراة في الدوري. وفي 3 يونيو 2009 تم التأكيد على أن بروس هو المدرب الجديد لنادي سندرلاند وبعقد لمدة ثلاثة سنوات، وأنه سينضم إلى النادي ومعه ثلاثة من زملاؤه في الجهاز التدريبي لنادي ويغان أثلتك، وهم المدرب المساعد إيريك بلاك ومدرب حراس المرمى نيغل سبينك ومدرب الفريق الرديف كيث بريتشين. قاد بروس فريقه الجديد ليحل في المرتبة الثالثة عشر في نهائي الدوري الإنجليزي الممتاز، خلال موسمه الأول معه، على الرغم من أنه خسر أربعة عشرة مباراة، وفي شهر فبراير من عام 2011، قام بروس بتجديد عقده مع سندرلاند لينتهي في عام 2014، لكن الإدارة عادت وقامت بعزله بتاريخ 30 نوفمبر سنة 2011، بسبب أداء الفريق الضعيف، والذي ظهر جليًا بعد خسارته أمام نادي ويجان أتلتيك في 26 نوفمبر من نفس العام.

## إحصائياته كمدرب
آخر تحديث في 23 سبتمبر 2016.
| الفريق         | من             | حتى            | النتائج | النتائج | النتائج | النتائج | النتائج    |
| الفريق         | من             | حتى            | لعب     | فاز     | خسر     | تعادل   | معدل الفوز |
| -------------- | -------------- | -------------- | ------- | ------- | ------- | ------- | ---------- |
| شيفيلد يونايتد | 2 يوليو 1998   | 17 مايو 1999   | 55      | 22      | 18      | 15      | 40         |
| هدرسفيلد تاون  | 24 مايو 1999   | 16 أكتوبر 2000 | 66      | 25      | 25      | 16      | 37.88      |
| ويغان أثلتك    | 4 أبريل 2001   | 29 مايو 2001   | 8       | 3       | 3       | 2       | 37.5       |
| كريستال بالاس  | 31 مايو 2001   | 2 نوفمبر 2001  | 18      | 11      | 5       | 2       | 61.11      |
| برمنغهام سيتي  | 12 ديسمبر 2001 | 19 نوفمبر 2007 | 270     | 100     | 100     | 70      | 37.04      |
| ويغان أثلتك    | 26 نوفمبر 2007 | 3 يونيو 2009   | 64      | 22      | 17      | 25      | 34.38      |
| نادي سندرلاند  | 3 يونيو 2009   | 30 نوفمبر 2011 | 98      | 29      | 28      | 41      | 29.59      |
| هال سيتي       | 20 يونيو 2012  | 22 يوليو 2016  | 201     | 82      | 44      | 75      | 40.79      |
| المجموع        | المجموع        | المجموع        | 583     | 213     | 150     | 220     | 036٫54     |

## المراتب الشرفية

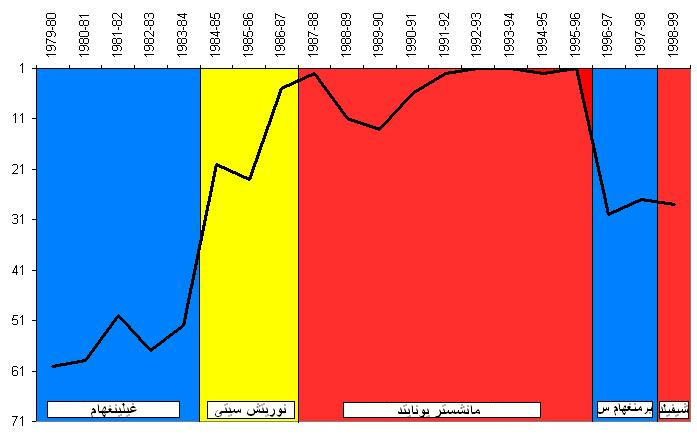
رسم بياني يُظهر الإحصاءات الخاصة بستيف بروس.

### في الفرق

#### نوريتش سيتي
- كأس رابطة الأندية الإنجليزية المحترفة
  - تاريخ الفوز: 1985
- كأس أندية الدرجة الثانية
  - تاريخ الفوز: 1985-86

#### مانشستر يونايتد
| - الدوري الإنجليزي الممتاز - سنة الفوز: 1992-93، 1993-94، 1995–96 - سنة التأهل: 1987-88، 1991–92، 1994-95 - كأس الاتحاد الإنجليزي لكرة القدم - تاريخ الفوز: 1990، 1994، 1996 - تاريخ التأهل: 1995 - كأس رابطة الأندية الإنجليزية المحترفة - تاريخ الفوز: 1992 - تاريخ التأهل: 1991، 1994 | - درع الاتحاد الإنجليزي لكرة القدم: - تاريخ الفوز:1990، 1993، 1994 - كأس الاتحاد الأوروبي للأندية أبطال الكؤوس - تاريخ الفوز: 1991 - كأس السوبر الأوروبي - تاريخ الفوز: 1991 |

#### كلاعب فرد
- جوائز الدوري الممتاز للمواسم العشر: جائزة أفضل فريق محلي للعقد

### كمدرب

#### بيرمينغهام سيتي
- بطولة دوري كرة القدم
  - تاريخ التأهل: 2006–07
  - تاريخ الفوز بالمباراة الفاصلة: 2002

## حياته خارج كرة القدم

### حياته الخاصة
تزوج بروس من جانيت (ني سميث) في فبراير 1983، والأخيرة أصلها من هيكسهام، وقد ارتادت المدرسة نفسها مع بروس، ولديهما ولدين، أليكس (مواليد 1984) وإيمي (مواليد 1987). أليكس لاعب كرة قدم يلعب مع نادي إيبسويتش تاون، وقد لعب سابقا تحت قيادة أبيه في نادي برمنغهام سيتي، ولكنه ترك النادي في عام 2006 بسبب اتهامات المحسوبية الموجه إلى والده، أما إيمي فحسب صحف الفضائح ارتبطت بعلاقة عاطفية مع لاعب أستون فيلا لي هيندري في عام 2004 مما أدى إلى رد فعل غاضب من قبل والدها الذي وصف هذه التقارير بالأكاذيب وقال بأن الصحفي أخذ يتصل بطبيب العائلة وأخذ يبحث في مهملاتهم عن الإشاعات، وفي سبتمبر 2004 دخل بروس في شجار مع شخصين كانا يحاولان سرقة سيارة ابنته، وخلال الشجار تعرض إلى إصابات في وجه لم تمنعه من المغادرة إلى مباراة في الدوري الإنجليزي في نفس اليوم، وبعد هذه الحادثة ربطت إحدى الجرائد هذه القصة بهيندري مما أدى إلى إتخاذ بروس لإجراءات قانونية بحقها.

### أنشطة أخرى
بالإضافة إلى السيرة الذاتية «عنوان النصر»، قام بروس بنشر ثلاثة روايات أخرى «اللاعب الأخير» و«المدافع» و«المهاجم»، التي تصف شخصية من نهج خياله وهو المدرب ستيف بارنز، وقد وصفت رواية «اللاعب الأخير» بأنها «مثيرة وكفوئة» على عكس مما هو متصور، إذ أن الحبكة مضحكة في الواقع.